# Pseudomeloe flavipennis
Pseudomeloe flavipennis is een keversoort uit de familie van oliekevers (Meloidae). De wetenschappelijke naam van de soort is voor het eerst geldig gepubliceerd in 1864 door Philippi.